# Gordiene
Die Gordiene (altgriechisch Γορδυηνή (f. sg.)), auch bekannt als Corduene, Carduene, Gorduene, Cordyene, Cardyene, Gordyaia, Korduene, Korchayk und Girdiyan, bezeichnet einen antiken Staat im nördlichen Mesopotamien in der heutigen Region Kurdistan. Gordiene lag südöstlich von Großarmenien. Nach der Encyclopædia Britannica ist Gordiene der antike Name der Region von Bohtan (Provinz Şırnak). In syrischen Quellen wird es als Beth Qardū und kleiner Vasallenstaat zwischen Armenien und Persien bezeichnet. Es soll in der bergigen Region um den Vansee in der heutigen Türkei gelegen haben. Der Staat erstreckte sich bis an das linke Tigrisufer.

## Ursprung des Namens
Der Name Corduene ist möglicherweise von dem Stamm der Karduchoi (altgriechisch Καρδούχοι) abgeleitet, den Xenophon in der Anabasis (4,18) erwähnt. Die unterschiedlichen Namen rühren wahrscheinlich von der schwierigen Transkription des „ch“ im Lateinischen her. Der Name Karduchoi könnte auch aus dem Armenischen stammen, da die Silbe „-choi“ oft das armenische Pluralsuffix „-ch“ ersetzt. Die Bewohner der Region sprachen vermutlich eine iranische Sprache und waren nach Ansicht von Mekerdich Chahin Nachfahren der Meder. Laut Xenophon hingegen sprachen die Karduchoi einen skythischen Dialekt.

## Erwähnung in römischen Quellen
Der griechische Geograph Strabon setzt Gordiaia und die Gordini mit den Karduchoi Xenophons gleich. Strabon verwendete den Begriff Gordiene (altgriechisch Γορδυηνή: Gordiene oder altgriechisch Γορδυαία Όρη: Gordiaea) für die Berge zwischen Diyarbakır und Muş. Die größten Städte sollen Sareisa (Şarış) bei Ergani, Satalka und Pinaka gewesen sein. Pinaka wird mit Finek, Cizre oder Eski Yapi identifiziert. Ammianus Marcellinus erwähnt es als Phaenicha in der Zabdikene, die syrische Bezeichnung war Phenek. Nach Strabon waren die Gordini große Baumeister und als Experten im Belagerungswaffenbau bekannt. Auch das Carduene der römischen Quellen wird mit der Gordiene identifiziert. Ammianus Marcellinus besuchte die Region auf einer diplomatischen Reise. Plinius nennt einen König Zarbinios.
Das Corduene oder Carduene der römischen Quellen war eine Landschaft im Zagros oder dem armenischen Hochland. Sie lag zwischen Arzanene im Westen, Zabdiene im Süden, Adiabene im Südosten, der Sophene im Südwesten, Moxoene und Armenien im Norden. Driver beschreibt sie als das Bergland zwischen Diyarbakır, Nusaybin und Zaxo.
Nach der Kirchengeschichte des Philostorgios (III, 7, auch bei Nikephorus Kallistos) entspringen in der Carduene, gegenüber von Syrien, zahlreiche Nebenflüsse des Tigris'. Iulius Honorius’ Cosmographia kennt eine Stadt Corduena, die von den Flüssen Chrysorroas und Tigris umflossen wird.
Die Bewohner der Carduene werden meist mit dem Karduchoi des Xenophon (Anabasis) und Strabons Gordiene gleichgesetzt. Nach Plinius grenzen die Karduchoi an die Azoni, die Driver bei Ḥazzu vermutet, an. Auch das Qardū der frühen syrischen Quellen entspricht vielleicht der Carduene. Corduene lag in den Ländern Sems. Dieses Qardū ist allerdings das Land, in dem Noahs Arche landete, und sollte daher eher in der Gegend des Ararat oder des Cudi Dağı liegen.

## Geschichte

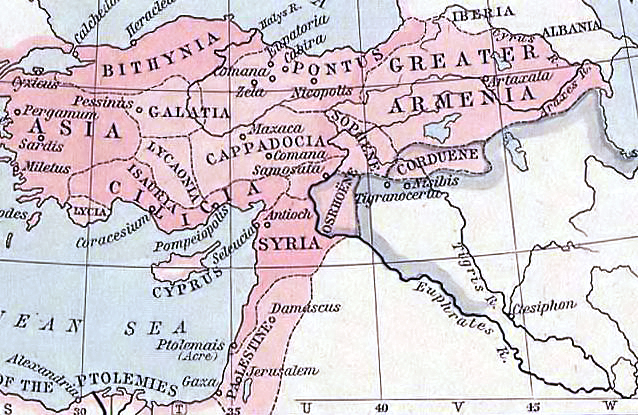
Das Königreich Corduene um 60 v. Chr.

189 bis 90 v. Chr. war Gordiene ein unabhängiger Staat. Danach herrschten Phraates III. von Parthien wie auch Tigranes II. von Armenien über das Land. Unter Gnaeus Pompeius Magnus wurde es von den Römern erobert. Nachdem Tigranes die Städte zerstört hatte und Teile der Bevölkerung nach Tigranocerta umsiedelte, gab es keinen Widerstand mehr gegen die armenische Herrschaft. 69 v. Chr. plante Zarbienus, König von Gordiene, einen Aufstand gegen Tigranes. Er rief mithilfe von Appius Claudius Pulcher Rom um Unterstützung an, aber der Aufstand schlug fehl, und Zarbienus wurde von Tigranes getötet. Danach ließ Lucius Licinius Lucullus ein Denkmal für Zarbienus aufstellen und eroberte Gordyene.
Nach Pompeius’ Erfolgen gegen Pontos und Armenien drang dieser bis zum Euphrat vor und forderte Gordyene von den Parthern zurück. Da diese einem Konflikt mit Rom aus dem Weg gehen wollten, konnte der von Pompeius geschickte Afranius das Gebiet ohne Kampf einnehmen. Die verbliebenen Parther wurden aus dem Land vertrieben. Der Staat wurde ein römischer Vasall.
Im 3. Jahrhundert eroberte Diokletian das Land erneut, und die römische Zugehörigkeit des Gebiets wurde in einem Friedensvertrag zwischen Rom und Persien bestätigt. Der Name der Provinz taucht erneut auf in den Berichten über eine Schlacht zwischen den Persern unter Schapur II. und Rom unter Julian.
Infolge des Sieges über Narseh 296 wurde ein Friedensvertrag unterzeichnet, der das nördliche Ufer des Tigris mit Gordiene dem römischen Einflussbereich zuschlägt. Im Frühling 360 begann Schapur II. einen Feldzug, um die Stadt (Singara) einzunehmen. Die Stadt fiel nach einigen Tagen Belagerung. Nach diesem Sieg setzte Schapur seinen Weg nordwärts fort, ließ Nisibis links liegen und griff die Festung Bezabde (Cizre oder Eski Hendek) an. Diese Festung kontrollierte die Region am Tigris, an der dieser aus dem Bergland in die Ebenen fließt und wo viele Handelswege entlanglaufen. Daher war die Burg von den Römern mit einer doppelten Mauer ausgebaut und drei Legionen besetzt worden. Mit einem Trick gelang es Schapur, die Mauern zu überwinden, und es kam zu einer Schlacht, an deren Ende die Stadt eingenommen und die Verteidiger niedergemetzelt wurden. Unter Jovian (363–364) gaben die Römer Gordiene auf, nachdem sie auch Seleukeia-Ktesiphon nicht einnehmen konnten.
Heute gehört das Gebiet zur Türkei. Die Bewohner Gordienes wurden mitunter als Vorfahren der heutigen Kurden angesehen.

### Zeitleiste
- zum Perserreich 595–331 v. Chr.
- zu Alexander dem Großen 331–301 v. Chr.
- zum Seleukidenreich 301–189 v. Chr.
- unabhängig 189–90 v. Chr.
- zu Armenien 90–66 v. Chr.[17]
- zu Rom 66 v. Chr.–37 n. Chr.
- zum Partherreich 37–47
- zu Rom 47–252
- zum Sassanidenreich 252–287
- zu Rom 287–384
- zu Armenien 384–428
- zum Sassanidenreich 428–653
- zum Kalifat der Umayyaden[18]